# Tom Drake
Pour les articles homonymes, voir Drake.

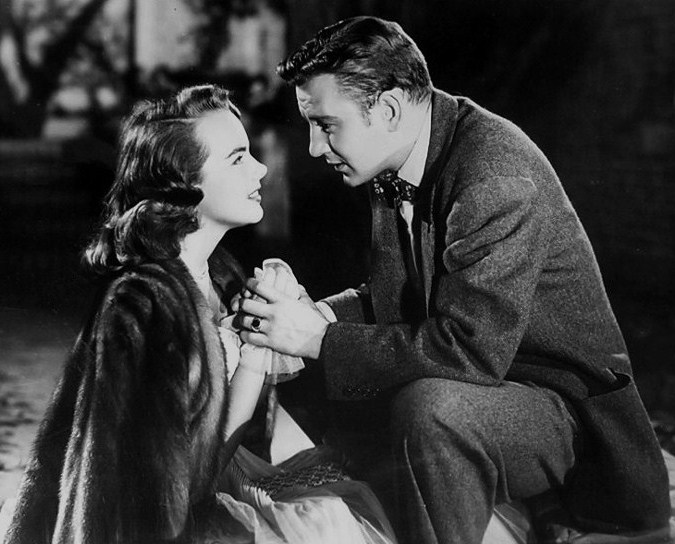
Terry Moore et Tom Drake, dans The Great Rupert (1950)

Tom Drake est un acteur américain, de son vrai nom Alfred Sinclair Alderdice, né à New York (arrondissement de Brooklyn) (État de New York, États-Unis) le 5 août 1918, mort à Torrance (Californie, États-Unis) le 11 août 1982, d'un cancer du poumon.
Il apparaît au cinéma entre 1940 et 1974 et à la télévision, dans des séries et téléfilms, de 1950 à 1978.

## Filmographie partielle

### Au cinéma
- 1940 : La Tempête qui tue (The Mortal Storm) de Frank Borzage (non crédité)
- 1940 : Howard le révolté (The Howards of Virginia) de Frank Lloyd (crédité Richard Alden)
- 1943 : Du sang sur la neige (Northern Pursuit) de Raoul Walsh (non crédité)
- 1944 : Deux Jeunes Filles et un marin (Two Girls and a Sailor) de Richard Thorpe
- 1944 : Les Blanches Falaises de Douvres (The White Cliffs of Dover) de Clarence Brown (non crédité)
- 1944 : Le mariage est une affaire privée (Mariage is a private affair), de Robert Z. Leonard
- 1944 : Madame Parkington (Mrs. Parkington) de Tay Garnett
- 1944 : Le Chant du Missouri (Meet me in St. Louis) de Vincente Minnelli
- 1945 : This Man's Navy de William A. Wellman
- 1946 : Les Vertes Années (The Green Years) de Victor Saville
- 1946 : Le Courage de Lassie (Courage of Lassie) de Fred M. Wilcox
- 1947 : Éternel Tourment (Cass Timberlane) de George Sidney
- 1948 : Ma vie est une chanson (Words and Music) de Norman Taurog
- 1948 : Alias a Gentleman de Harry Beaumont
- 1949 : La Scène du crime (Scene of the Crime) de Roy Rowland
- 1949 : Monsieur Belvédère au collège (Mr. Belvedere Goes to College) d'Elliott Nugent
- 1950 : The Great Rupert d'Irving Pichel
- 1957 : L'Arbre de vie (Raintree County) d'Edward Dmytryk
- 1958 : L'Héritage de la colère (Money, Women and Guns) de Richard Bartlett (en)
- 1959 : L'Homme aux colts d'or (Warlock) d'Edward Dmytryk
- 1960 : Le Buisson ardent (The Bramble Bush) de Daniel Petrie
- 1965 : Le Chevalier des sables (The Sandpiper) de Vincente Minnelli
- 1966 : Toute la ville est coupable (Johnny Reno) de R. G. Springsteen : Joe Conners
- 1966 : Dominique (The Singing Nun) de Henry Koster
- 1968 : Homicides par vocation (L'assassino ha le mani pulite) de Vittorio Sindoni
- 1974 : Le Spectre d'Edgar Allan Poe (The Spectre of Edgar Allan Poe) de Mohy Quandour : Dr. Adam Forrest

### À la télévision (séries)
- 1958-1960 : Au nom de la loi (Wanted : Dead or Alive), saison 1, épisode 12, Ricochet (titre original, 1958) de Don McDougall ; saison 3, épisode 6, L'Évadé (The Showdown, 1960) de Murray Golden
- 1959-1960 : Perry Mason (1re série), saison 2, épisode 18, The Case of the Jaded Joker (1959) de Gerd Oswald ; saison 3, épisode 20, The Case of the Crying Cherub (1960) (réaliseur ?)
- 1960 : Rawhide, saison 2, épisode 20, Incident of the Dust Flower de Ted Post
- 1962 : Les Incorruptibles (1re série) (The Untouchables), saison 3, épisode 21, La Loi du plus fort (Man in the Middle) de Bernard L. Kowalski
- 1965 : Suspicion (The Alfred Hitchcock Hour), saison 3, épisode 29, Off Season de William Friedkin
- 1965 : Bonanza, saison 7, épisode 12, Five Sundowns to Sunup de Gerd Oswald
- 1966 : Les Mystères de l'Ouest (The Wild Wild West), Saison 2 épisode 8, La Nuit des Bagnards (The Night of the Bottomless Pit), de Robert Sparr : Vincent Reed
- 1971 : Mannix, saison 5, épisode 11, The Man Outside d'Harry Harvey Jr.
- 1972 : Cannon, saison 1, épisode 25, Amour fraternel (Cain's Mark) de Don Taylor
- 1973 : L'Homme de fer (Ironside), saison 7, épisode 1, Confessions from a Lady of the Night de Don Weis
- 1976 : Les Rues de San Francisco (The Streets of San Francisco), saison 5, épisode 8, L'Enfant de la colère (Child of Anger) de David Whorf